# Mission: Possible
Mission: Possible (미션 파서블?, Misyeon paseobeulLR) è un film del 2021 scritto e diretto da Kim Hyung-joo.

## Trama
Yoo Da-hee è un'agente segreto cinese alla sua prima missione, consistente nel recuperare delle informazioni relative a un traffico di armi da fuoco verso la Corea del Sud. A causa di un equivoco, scambia però l'investigatore privato Woo Soo-han per un agente del NIS, e i due iniziano così a lavorare insieme. Quando le persone che dovevano incontrare vengono ritrovate morte, i due sono considerati i fautori dell'omicidio, e perciò costretti a darsi alla fuga; incidentalmente, questo fa scattare tra i due la scintilla.

## Distribuzione
In Corea del Sud la pellicola è stata distribuita dalla Merry Christmas a partire dal 17 febbraio 2021.